# Fondation Schwab pour l'entrepreneuriat social
La Fondation Schwab pour l'entrepreneuriat social est une organisation à but non lucratif fondée en 1998, fournit des plateformes aux niveaux national, régional et mondial pour promouvoir l'entrepreneuriat social. La Fondation est sous la supervision légale de le administration fédérale suisse. Son siège est à Genève, en Suisse. 

## Histoire

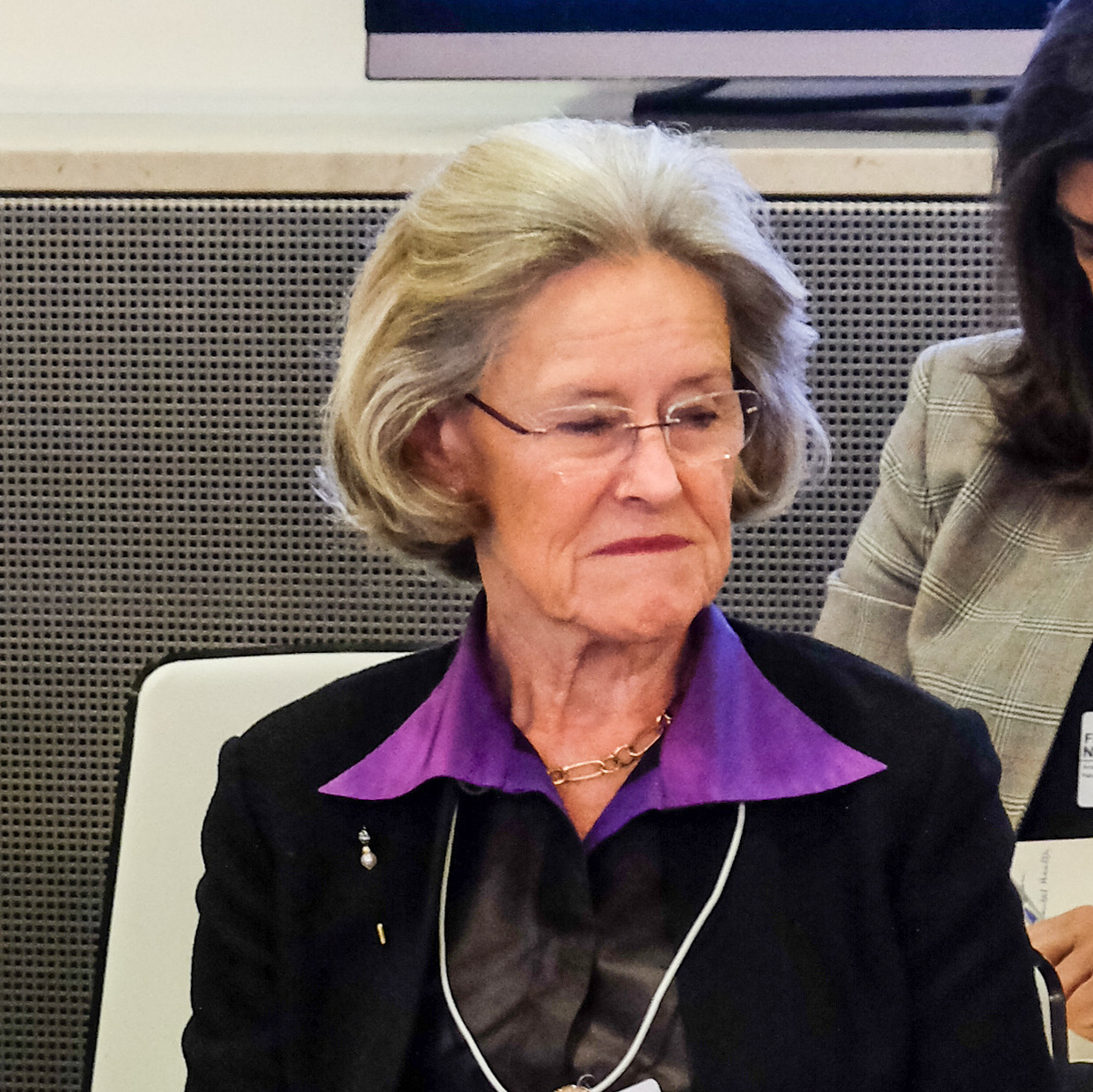
Hilde Schwab at the WEF Social Entrepreneurs Wrap-up in 2018.

En 1998, Hilde et Klaus Schwab ont créer la Fondation Schwab pour l'entrepreneuriat social. Sa mission est de promouvoir l'innovation sociale. Ce fut une base complémentaire du Forum économique mondial fondé en 1971 par Klaus Schwab.
Pamela Hartigan, qui a rejoint l'équipe en octobre 2000, a été sa première directrice générale. La Fondation est financée par la dotation initiale fournie par Hilde et Klaus Schwab plus les subventions et les frais pour les services fournis aux particuliers, aux fondations ou aux entreprises.

## Activités
La Fondation identifie les entrepreneurs sociaux émergents de moins de 40 ans grâce à son Forum des jeunes leaders mondiaux. 
La Fondation encourage les militants qu'elle identifie à travailler ensemble en équipe. De cette façon, les idées sont partagées et peuvent attirer des financements d'entreprises, universités de Harvard et Stanford, de l'INSEAD et du soutien des dirigeants. fournir le soutien des entreprises et des dirigeants politiques, universitaires et de la communication. Les personnes choisies (260 personnes en 2013) siègent aux conseils de l’agenda mondial du Forum. Des études de cas sur des entrepreneurs sociaux spécifiques sont fournies aux principales institutions académiques à intégrer dans les cours de premier cycle et des cycles supérieurs. Chaque année, la Fondation sélectionne 20–25 entrepreneurs sociaux dans le cadre d'un concours mondial « Entrepreneur social de l'année »,.

## Conseil de fondation
Actuellement[Quand ?], le Conseil de fondation se composait de :
- Hilde Schwab (présidente, cofondatrice)
- Klaus Schwab (cofondateur)
- Martin Burt (PDG, Poverty Stoplight)
- Charly Kleissner (cofondateur, Toniic)
- Johanna Mair (professeur d'organisation, de stratégie et de leadership, Hertie School of Governance)
- Princesse Mathilde de Belgique (membre honoraire du conseil d'administration)
- Pascale Bruderer (membre du directoire, Crossiety)
- Subramanian Rangan (La Cour du Prince héritier d'Abou Dabi est dotée d'une chaire de progrès sociétal, INSEAD).
- Nicole Schwab (Directrice, Relations internationales, National Geographic Society)
- Helle Thorning-Schmidt (Première ministre du Danemark (2011-2015)

## Prix «Entrepreneur social de l'année»
Chaque année, La Fondation Schwab pour l'entrepreneuriat social sélectionne 20–25 entrepreneurs sociaux dans le cadre d'un concours mondial « Entrepreneur social de l'année », a travers quatre catégories : Entrepreneur social, Intrapreneur social d'entreprise, Leader d'opinion sur l'innovation sociale, Intrapreneur public-social.